# Lavičné
Lavičné är en ort i Tjeckien.   Den ligger i regionen Pardubice, i den östra delen av landet, 150 km öster om huvudstaden Prag. Lavičné ligger 450 meter över havet och antalet invånare är 130.
Terrängen runt Lavičné är kuperad söderut, men norrut är den platt. Lavičné ligger nere i en dal. Runt Lavičné är det ganska tätbefolkat, med 120 invånare per kvadratkilometer. Närmaste större samhälle är Svitavy, 12,5 km norr om Lavičné. I omgivningarna runt Lavičné växer i huvudsak blandskog.